# Saurauia actinidiifolia
Saurauia actinidiifolia är en tvåhjärtbladig växtart som beskrevs av Stapf. Saurauia actinidiifolia ingår i släktet Saurauia och familjen Actinidiaceae. Inga underarter finns listade i Catalogue of Life.